# Cratere Mael Dúin
Mael Dúin  è un cratere sulla superficie di Europa.